# Phytodietus kunashiricus
Phytodietus kunashiricus là một loài tò vò trong họ Ichneumonidae.